# Marek Kulas
Marek Kulas (nascido em 6 de julho de 1963) é um ex-ciclista profissional polonês. Ganhou a Volta à Polônia em 1986.